# 郭守敬
郭守敬（1231年—1316年），字若思，邢台人，元朝天文學家、數學家和水利學家。

## 生平
元太宗三年（1231年），郭守敬生于邢州境内的邢台。
王恂、郭守敬等同一位尼泊尔建筑师阿尼哥合作，在元大都兴建了一座新天文台，台上就安置着郭守敬所创制的天文儀器。它是当时世界上设备最完善的天文台之一。

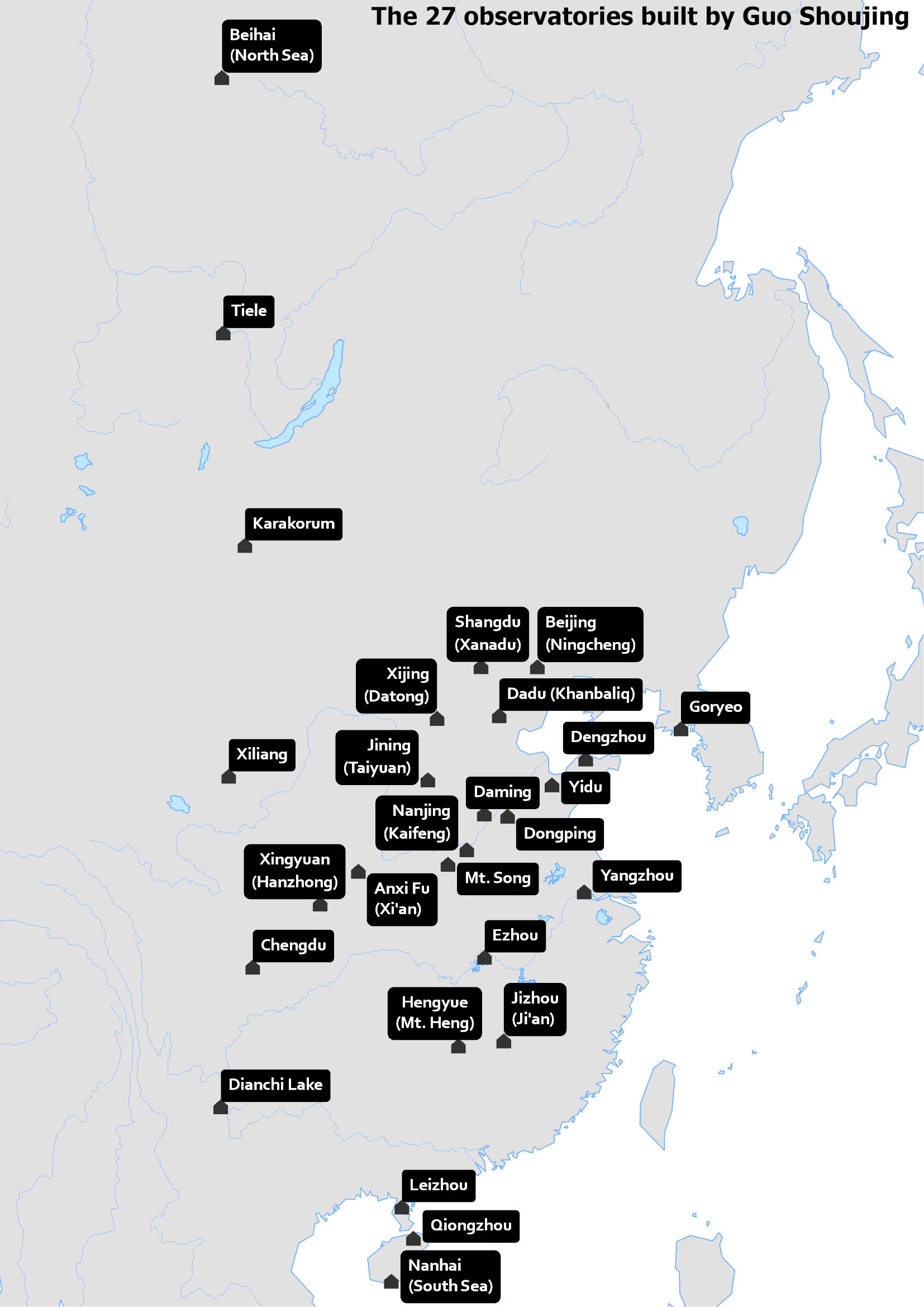
郭守敬的团队在大都及其他26个地点建设的天文观测台

元至元元年（1264年），科学家郭守敬与唆脱颜前在宁夏视察河渠水道，负责修复宁夏平原附近因长期战乱而破坏淤塞的渠道。郭守敬提出建滚水坝以减弱水势，在渠道引水处筑堰以提高水位，建渠首进水闸以保证渠道有充足水量，建退水闸以调节流量等技术方案，为水利工程之创新，共修复疏浚兴州、灵州、应理州、鸣沙州等四州主干渠12条、支渠68条，使宁夏平原9万余顷土地恢复了灌溉。这次修复的沿河渠道坝闸，设计精细，质量坚固，直到明代中期还在继续使用。
郭守敬曾擔任都水監，負責修治元大都至通州的運河通惠河。1276年修訂新曆法，經4年時間制订出《授時曆》，通行360多年，其太陽年長度與公曆相同，但比公曆早301年。
他採用了類似現在球面三角算法的“弧矢割圓術”來處理黃道和赤道的坐標換算，在計算太陽、月亮和行星原形位置時創造運用了“招差法”，也就是三次差內插法。並設計制作了多種天象觀測儀器，包括簡儀和高表。組織了大量的天象觀測工作，包括測定恆星位置，測定冬至點、近地點以及黃道和白道交點位置，編制月亮運動表，測定全國27個觀測點的緯度。確定了一個月為29.530593日，一年為365.2425日。正式廢除以前曆法積累的時差，以實際觀測為准。確定以一年的1/24作為一個節氣，以沒有中氣的月份為閏月，此原則一直採用至今。
1279年郭守敬提案“四海测验”，奉旨後进行，聽從郭守敬的建议元世祖派了14位天文家，除大都外到当时国内另外26个地点，进行几项重要天文观测。这一天文观测的规模之大，在世界天文史上也是少见的。在其中的6地点特别测定了夏至日的表影长度和昼、夜的时间长度。这些观测的结果，都为编制全国适用历法提供了科学的数据。
今日為了紀念他，邢台市将一條主要的街道命名為「守敬路」（即現在橋西區的守敬北路和守敬南路），還設立郭守敬紀念館（在達活泉公園内）。
现存于河南嵩山的郭守敬观星台是研究天文的仪器，系郭守敬所建。观星台曾于1944年遭侵华日军炮击，没有被完全破坏，后被中国文物部门修复。

## 纪念

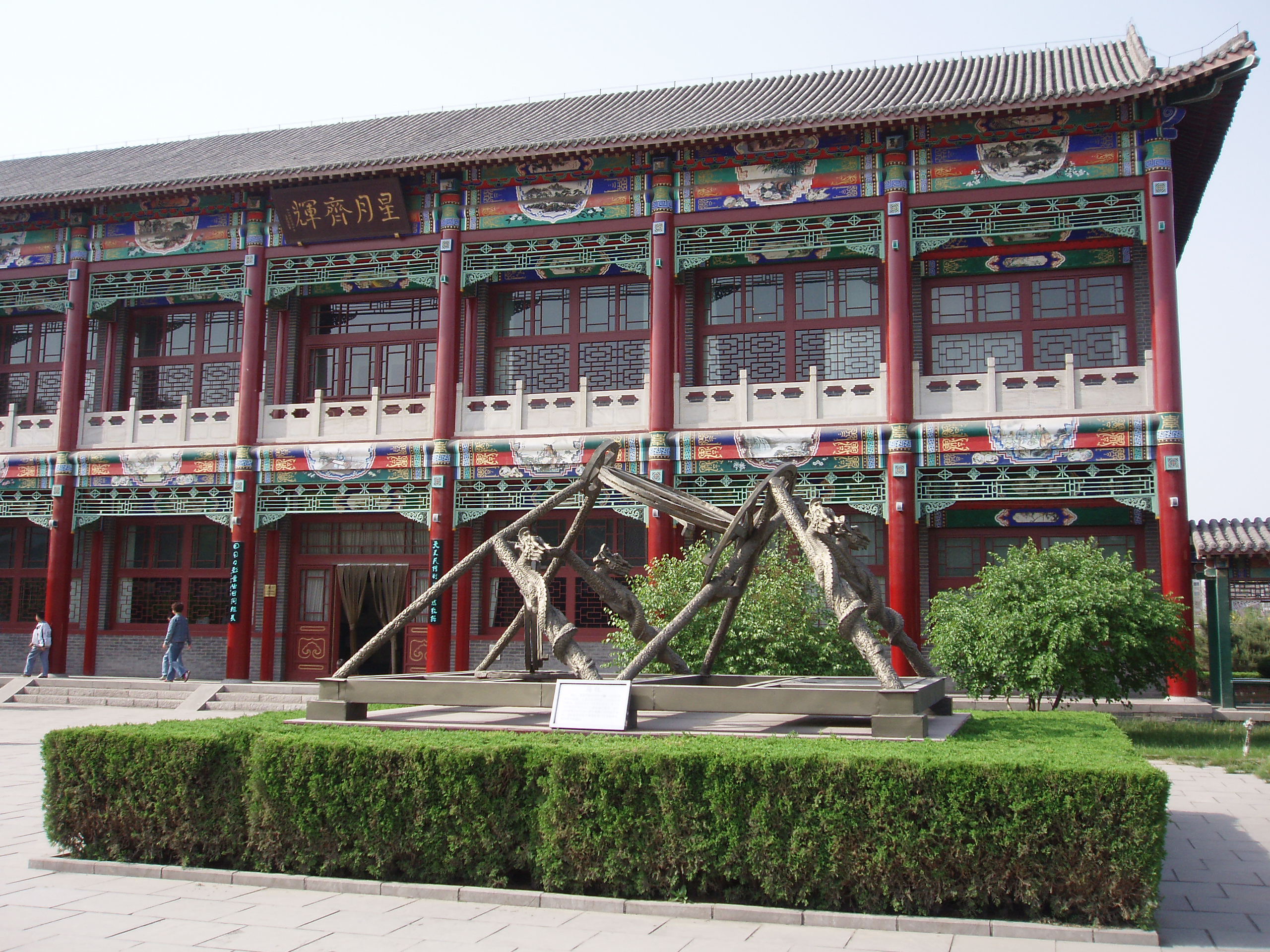
在邢台的郭守敬纪念馆

- 郭守敬出生地(1231)︰順德府邢州邢臺縣郭村(今河北省邢臺市信都區皇寺鎮郭村)
- 郭守敬祖墓︰順德府邢州邢臺縣郭村(今河北省邢臺市信都區皇寺鎮郭村)
- 匯通祠(1420)︰北京市西城區什剎海街道什剎海西海北沿的小島上 1988年9月，匯通祠重建，祠內設有郭守敬紀念館
- 郭守敬紀念館(1988)︰北京市西城區德勝門西大街甲60號
- 郭守敬紀念館(1986)︰河北省邢臺市信都區泉南西大街與守敬北路交叉口北侧逹活泉公園
- 守敬路︰邢臺市信都區守敬北路和守敬南路
- 小行星2012以郭守敬的名字命名。1981年，为纪念郭守敬诞辰750周年，國際天文聯會以他的名字为月球上的一座环形山命名。
- 2010年4月17日上午，LAMOST望远镜冠名仪式正式举行。LAMOST望远镜被正式冠名 为“郭守敬望远镜”[2]。

## 延伸阅读
[在维基数据编辑]
 《元史·卷164》，出自宋濂《元史》
 《新元史/卷171》，出自柯劭忞《新元史》
 在维基共享资源阅览影像

### 引用
1. ↑  . 宁夏水利博物馆.   [2020-06-19]. （原始内容存档于2020-12-01）.
2. ↑  “郭守敬望远镜”冠名仪式在国家天文台兴隆观测站举行[]

## 外部連結
- 邢台市郭守敬紀念館
- 北京市郭守敬紀念館